# An Interesting Story
An Interesting Story er en britisk stumfilm fra 1904 af James Williamson.